# منصورلو (آذربایجان)
منصورلو (به لاتین: Mansurlu) یک منطقه مسکونی در جمهوری آذربایجان است که در شهرستان تووز واقع شده است.